# Elżbieta Stefanówna
Elżbieta Stefanówna (ur. 1353, zm. przed 6 kwietnia 1380) księżniczka sławońska, tytularna cesarzowa Konstantynopola w latach 1370-1373 jako żona Filipa II, jedyna córka Stefana Andegaweńskiego i Małgorzaty Bawarskiej.

## Rodzina i pochodzenie
Urodziła się w 1353 r. jako pierwsze dziecko Stefana, królewicza węgierskiego i księcia Sławonii, Dalmacji i Chorwacji oraz Małgorzaty Bawarskiej, cesarzówny rzymsko-niemieckiej. Ze strony ojca jej dziadkami byli Karol Robert, król Węgier i Elżbieta Łokietkówna, królewna polska, natomiast ze strony matki byli to Ludwik IV, cesarz rzymski i Małgorzata II, hrabina Flandrii i Hainaut. Miała młodszego brata Jana.
9 sierpnia 1354 r. zmarł ojciec Elżbiety. Wdowa po nim półtora roku później opuściła Węgry pozostawiając Elżbietę i Jana w Budzie.
W 1360 r. po śmierci brata Elżbieta została uznana za dziedziczkę tronu Węgier i Polski, gdyż jej stryj Ludwik Wielki (król Węgier i następca króla Polski Kazimierza Wielkiego) nie miał potomstwa.

## Plany małżeńskie
W 1356 r. została zaręczona z Jodokiem Luksemburczykiem, bratankiem i potencjalnym następcą cesarza Karola IV. 2 lutego 1361 r. w Wyszehradzie po uzyskaniu dyspensy papieskiej układ małżeński został potwierdzony. Zaręczyny jednak wkrótce zerwano wskutek pogorszenia się relacji króla Ludwika z cesarzem. Dodatkowo Karolowi urodził się syn Wacław, więc Jodok przestał być dziedzicem cesarskiej korony.
Elżbieta po śmierci ojca i brata jako jedyna spadkobierczyni węgierskich Andegawenów stanowiła atrakcyjną kandydatkę na żonę. W 1362 r. Andegawenowie i Habsburgowie zawarli umowę o wzajemnym dziedziczeniu i potencjalnym połączeniu Węgier z Austrią. Zwieńczeniem układu były zaręczyny Elżbiety z bratem księcia Austrii 12-letnim Albrechtem Habsburgiem. Perspektywa połączenia się obu rodów zaniepokoiła cesarza Karola, który wpłynął na papieża, aby nie udzielił narzeczonym wymaganej dyspensy. Papież Urban V 2 lipca 1365 r. poinformował księcia Rudolfa IV, że nie wyraża zgody na związek jego brata z księżniczką Elżbietą. Podobne listy zostały wysłane do króla Ludwika i jego matki.
Z uwagi na swoją odmowę dla małżeństwa pomiędzy Elżbietą a Albrechtem Habsburgiem papież zaproponował związek księżniczki z księciem Burgundii Filipem, bratem króla Francji Karola V, jednak król Ludwik nie był zainteresowany tą ofertą.
W listopadzie 1365 r. cesarz Karol przebywał z wizytą w Budzie. Jednym z tematów rozmów pomiędzy władcami był mariaż luksembursko-andegaweński. Pod koniec 1365 r. król Ludwik upoważnił księcia Władysława Opolczyka do przeprowadzenia negocjacji w sprawie układu małżeńskiego pomiędzy Elżbietą a jedynym synem Karola IV. 23 lutego 1366 r. papież udzielił dyspensy.  26 marca 1366 r. oficjalnie zaręczono Elżbietę z 5-letnim cesarzewiczem Wacławem, jednak trzy lata później wskutek starań Elżbiety Łokietkówny zrezygnowano z tych planów.

## Ślub z Filipem II
W 1370 r. Elżbieta wyszła za mąż za tytularnego cesarza Konstantynopola Filipa II, wdowca po Marii Neapolitańskiej (siostrze królowej Neapolu Joanny I). Filip również pochodził z dynastii Andegawenów, był najmłodszym synem Filipa I, księcia Tarentu i Katarzyny II Walezjuszki, cesarzowej Konstantynopola. Z tego małżeństwa pochodził syn Filip, lecz zmarł we wczesnym dzieciństwie. Elżbieta owdowiała 25 listopada 1373 r.

## Śmierć
Po śmierci męża powróciła na dwór królewski do Budy. Nie jest znana data jej śmierci, jednak stało się to przed 6 kwietnia 1380 r., gdyż w testamencie swojej babki została określona jako zmarła. Trony Węgier i Polski przypadły jej kuzynkom Marii i Jadwidze. 